# Ile Pagode
Ile Pagode (Île Pagode) ist eine Insel der Seychellen im Atoll Cosmoledo in den Outer Islands.

## Geographie
Die Insel liegt im südlichen Riffsaum des Atolls Cosmoledo, zwischen Grande Île (Cosmoledo) im Osten und der Ile Sud-Ouest im Westen. Zwischen Île Pagode und Grand Île verläuft der Grand Passe (Southeast Passage) zur Lagune. Die Insel hat eine Fläche von 5 ha.